# 阿爾熱祖爾
阿爾熱祖爾（葡萄牙語：Aljezur，葡萄牙語發音：[alʒɨˈzuɾ] ⓘ）是葡萄牙法魯區的市镇，位於該國南部，始建於1280年11月12日，面積323.5平方公里，2011年人口5,884，人口密度每平方公里18.19人。

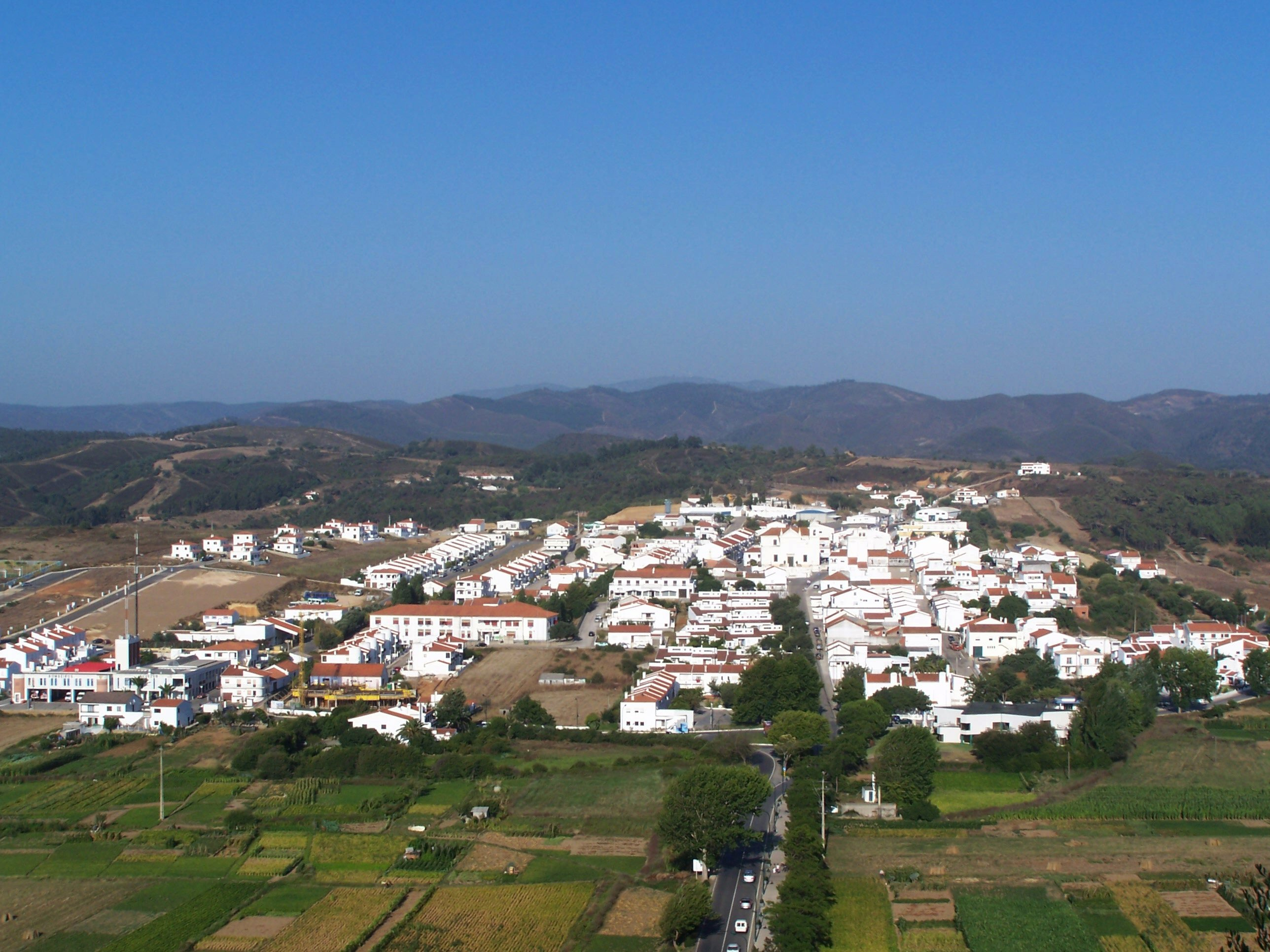